# Sonja Walter
Sonja Walter (* 1932) ist eine deutsche Autorin. Sie verfasste Ratgeber für junge Frauen in der DDR.

## Leben und Wirken
Sonja Walter studierte wahrscheinlich Pädagogik. 1958 veröffentlichte sie ihren ersten Ratgeber für junge Mädchen. Dieser erschien in 11 Auflagen in der DDR und wurde in das Russische, Tschechische und  Chinesische übersetzt. Danach veröffentlichte sie weitere Ratgeber, die meist in mehreren Auflagen erschienen.

## Werke
- Zwischen vierzehn und achtzehn ein Buch für junge Mädchen, Verlag Neues Leben, Berlin, 1958, 11. Auflage 1983; lobende Erwähnung als eines der Schönsten Bücher der DDR 1959.
  - russisch Девушки от 14 до 18 (Devuški ot 14 do 18), 1983
  - tschechisch Děvuškam ot 14 do 18
  - chinesisch Sheng huo de xue wen; xian gei nian qing de gu niang, 1988

- Dein Beruf, Passat-Bücherei 19/20, Verlag Neues Leben, Berlin, 1960
- Die junge Ehefrau, Verlag Neues Leben Berlin, 1964, Neuauflage 1969
- Junge Leute feiern Feste, Verlag Neues Leben Berlin,  1972, Neuauflage 1975
- Schöne Dinge, selbst gestaltet. Ein Ratgeber für geschickte Hände, Urania Verlag Jena, Leipzig, Berlin, 1966, Neuauflage 1977
- Aus der Schmuckschatulle, Verlag Neues Leben Berlin, 1976, Neuauflage 1985
- Kosmetik für Adam und Eva, Verlag Neues Leben Berlin, 1982, Neuauflage 1988
- Freude am Gestalten, Urania Verlag, Jena, Leipzig, Berlin,  1987, Neuauflage 1989